# АН/ТПС-70
АН/ТПС-70  је амерички 3Д стационирани радар.

## Опис
Произвођач овог радара је компанија WESTINGHOUSE из САД. 
Ово је тродимезионални радар који даје следеће информације: азимут, даљину и висину за сваки откривени циљ. Пошто се у саставу овог радара налази и секундарни радар то нам даје идентификацију припадности за сваки откривени циљ. Сви подаци се аутоматски преко модема и средстава везе шаљу корисницима којима је то потребно. Капацитет је 500 циљева за један обртај антене.  Домет радара по даљини је 450 километара, а по висини до 30.000 метара.

## Употреба у Србији
За потребе јединица ВОЈИН у ЈНА купљена су 4 радара 1983. године. Један радар уништен је током НАТО агресије на СРЈ 1999. године. Током самог рата радари су показали велику поузданост у раду и отпорност на ометање. Србија је од Словеније 2015. године купила 2 додатна, половна, радара и Војска Србије их тренутно има укупно 5. 